# 貝爾412
貝爾412是一款由美国贝尔直升机德事隆公司生产的四轴多用途直升机。它从贝尔212型直升机发展而来，它的特点包括可靠的作戰性能、灵活的配置选项與高效的燃油效率，貝爾412通常可用于執行运输、搜救、监视、油田支援等多项任务。
在意大利，贝尔412被授权为“奥古斯塔-贝尔AB412”生产；在日本由斯巴鲁获得授权制造衍生机型UH-2直升机。